# Shirley Briggs
Shirley Ann Briggs (12 de maio de 1918 - 11 de novembro de 2004) foi uma artista, fotógrafa, escritora, editora e naturalista norte-americana. Ela passou grande parte da sua carreira participando em esforços para informar o público sobre o meio ambiente em relação a produtos químicos sintéticos, como os pesticidas. Artista e escritora talentosa, Briggs costumava usar a combinação da sua compreensão dos riscos ambientais com as suas habilidades artísticas para atingir os seus objetivos em relação à educação ambiental. Após a pós-graduação, ela mudou-se para Baltimore para trabalhar na Glenn L. Martin Company como ilustradora de artes mecânicas. Mais tarde, passaria a trabalhar para o Serviço de Pesca e Vida Selvagem dos EUA. Ela também trabalhou como chefe das seções gráficas do Bureau of Reclamation e desenhou diagramas para o Museu Nacional de História Natural do Smithsonian Institution. Após o falecimento de Rachel Carson em 1964, Briggs tornou-se diretora executiva do Conselho Rachel Carson (sem remuneração) entre os anos de 1970 e 1992. Ela atuou como editora e ilustradora de vários trabalhos de Rachel Carson.

## Infância e educação
Shirley Briggs nasceu a 12 de maio de 1918, em Iowa City, Iowa, filha única de Nellie e John Ely Briggs, professor de ciência política na Universidade de Iowa. Ela formou-se na University High School e mais tarde frequentou a Universidade de Iowa para licenciatura e mestrado. Em 1939, ela formou-se summa cum laude pela Universidade de Iowa, tendo obtido um bacharelado em Arte, História da Arte e Botânica. Ela concluiu o mestrado em Arte e História da Arte em 1940. Durante a sua estadia em Iowa, ela estudou com Grant Wood, pintor do gótico americano. Em 1995, Briggs recebeu o prêmio Distinguished Alumni da Universidade de Iowa.

## Carreira

### Companhia Glenn L. Martin
Depois de se formar na Universidade de Iowa, Shirley Briggs ensinou arte por um breve período no North Dakota State College. No entanto, depois de muitos dos seus alunos serem convocados para o serviço militar durante a Segunda Guerra Mundial, ela decidiu mudar de profissão. Recomendada pela colega e ex-aluna da Universidade de Iowa, Katherine Howe, ela tornou-se ilustradora da Glenn L. Martin Company em Baltimore. Lá, ela ilustrou manuais de aviões para uso de militares.

### Serviço de Pesca e Vida Selvagem dos Estados Unidos
No final de 1945, Briggs passou a trabalhar como especialista em informação e ilustradora para o Serviço de Pesca e Vida Selvagem dos Estados Unidos, uma filial do Departamento do Interior dos EUA, onde forneceu obras de arte e redação para diversas publicações.

### Bureau of Reclamation dos EUA e Museu de História Natural do Smithsonian Institution
Em 1947, Briggs tornou-se Chefe da Seção Gráfica do Bureau of Reclamation depois do seu cargo anterior, no Serviço de Pesca e Vida Selvagem dos Estados Unidos, ser dado a um veterano de guerra. Permaneceu no cargo por sete anos, trabalhando com gráficos para diversos usos, como audiências e exposições em museus. A partir de 1954, Briggs também foi responsável pelo desenho e criação de vários dos dioramas presentes no Museu de História Natural do Smithsonian Institution. Dois desses dioramas foram "The Pronghorn Antelope" e "The Carolina Parakeet".

### Sociedade Naturalista Audubon
No meio da sua carreira no governo dos EUA, Shirley Briggs conseguiu emprego na organização hoje conhecida como Audubon Naturalist Society (ANS) em 1948, onde trabalhou como editora do The Wood Thrush, periódico publicado pela organização. Este periódico foi posteriormente renomeado como The Atlantic Naturalist, do qual Briggs se tornou editora-chefe. O seu trabalho com a ANS envolveu escrita, fotografia e outras formas de arte. Antes de trabalhar como editora da Sociedade, ela trabalhou como voluntária nos departamentos de educação e publicação. Briggs também foi professora de longa data em cursos sobre filosofia e política de conservação dos EUA para a ANS e o Departamento de Agricultura dos EUA.  As suas contribuições para a Audubon Naturalist Society resultaram no recebimento do Prémio Paul Bartsch em 1972.

### Conselho Rachel Carson
Ao ajudar a fundar o Conselho Rachel Carson, (então chamado de Rachel Carson Trust for the Living Environment), em 1965, ela trabalhou com outros membros para escrever o livro Um guia básico para pesticidas: suas características e perigos, que foi um grande estudo sobre produtos químicos sintéticos usados para diversos fins, como agricultura e manufatura. Este livro foi publicado em 1992 e resultou na premiação da Agência de Proteção Ambiental a Briggs com o Prémio Rachel Carson e na Universidade da Califórnia com o Prémio Robert Vanden Bosch. Durante o seu tempo como diretora executiva do Conselho, ela editou várias publicações sobre a vida e obra de Rachel Carson, incluindo "Silent Spring: The View from 1987".

## Afiliação com Rachel Carson
Na década de 1940, Shirley Briggs conseguiu emprego no Serviço de Pesca e Vida Selvagem dos EUA, onde trabalhou como ilustradora. Foi aqui que ela conheceu Rachel Carson e desenvolveu a sua amizade através da amiga em comum, Katherine Howe. Durante o seu emprego no Serviço de Pesca e Vida Selvagem dos EUA, Briggs contribuiu com ilustrações e textos para várias publicações de Carson, como o panfleto ilustrado “Chincoteaque: A National Wildlife Refuge”, publicado em 1947.
Carson e Briggs estavam ativamente envolvidas na Sociedade Naturalista Audubon e frequentemente viajavam juntas em expedições organizadas pela ANS e socializavam através de festas e confraternizações. Algumas delas incluíram uma viagem durante o outono de 1945 para Ocean City, uma viagem para Chincoteague, Virgínia, durante 1944, acampar durante 1947 na Ilha Cobb, na Virgínia, e uma viagem para Seneca em 1947. Nessas viagens, Briggs tirou uma série de fotografias conhecidas de Carson e, ao longo da sua amizade, elas também trocaram cartas. Mais tarde, Briggs colaborou com Carson na pesquisa para o seu livro, Silent Spring.
Depois da morte de Rachel Carson,em 1964, Shirley Briggs trabalhou para preservar o trabalho de Carson em Silent Spring. Ela escreveu vários artigos para acompanhar a publicação de Carson, como "A Decade After Silent Spring", que discutiu o processo de Carson, e "Silent Spring: The View from 1990", que descreveu o impacto nacional de Carson e examinou criticamente a resposta da Agência de Proteção Ambiental dos Estados Unidos. Em 1965, Briggs e vários outros afiliados a Rachel Carson criaram o Rachel Carson Trust for the Living Environment, agora chamado de Rachel Carson Council. Dentro desta organização, ela atuou como diretora executiva de 1970 a 1992, sem remuneração.

## Morte
Shirley Ann Briggs morreu a 11 de novembro de 2004, de insuficiência cardiopulmonar numa casa de repouso em Derwood, Maryland, perto da sua casa em Bethesda, Maryland .